# 신규성
신규성은 특허성의 시험으로 그에 따라 발명이 특허가 될 수 있는지 아니면 이전에 이미 청구된 적으로 특허가 될 수 없는지를 판가름하는 기준이다.
미국과 일본과 같은 일부 국가에서는 유예기간을 두어 발명자를 보호하거나 지속적인 발명에 도움을 준다.

## 같이 보기
- 세계 지식 재산권 기구